# Fjällvargspindel
Fjällvargspindel (Pardosa septentrionalis) är en spindelart som först beskrevs av Westring 1861.  Fjällvargspindel ingår i släktet Pardosa och familjen vargspindlar. Arten är reproducerande i Sverige. Inga underarter finns listade i Catalogue of Life.